# Cronologia dei telescopi più grandi del mondo
Questa è la cronologia dei telescopi più grandi del mondo, ordinati secondo l'anno in cui hanno infranto il record mondiale.

## Cronologia (telescopi sensibili nel visibile)
Per quanto riguarda l'efficacia e la potenza di telescopi sensibili alla radiazione elettromagnetica nelle frequenze visibili (300-700 nanometri) il diametro della lente obbiettivo è un ottimo parametro: esso infatti è legato alla quantità di luce che il telescopio può catturare e dunque implicitamente determina il gradi di sensibilità (intesa come potere di ingrandimento) che è possibile ottenere senza perdere in risoluzione.
| Immagine | Periodo detenzione record | Nome                                                      | Osservatorio                                                         | Stato                     | Diametro lente | Tipologia di telescopio | Note |
| -------- | ------------------------- | --------------------------------------------------------- | -------------------------------------------------------------------- | ------------------------- | -------------- | ----------------------- | --- |
|          | 2009 - ...                | Gran Telescopio Canarias (GTC)                            | Osservatorio del Roque de los Muchachos                              | Spagna                    | 10,4 m         | Telescopio riflettore   | |
|          | 1993-2009                 | Telescopi Keck                                            | Osservatorio di Mauna Kea                                            | Stati Uniti               | 10 m           | Telescopio riflettore   | |
|          | 1976 - 1993               | BTA-6                                                     | Osservatorio astrofisico speciale dell'Accademia russa delle scienze | Unione Sovietica e Russia | 6m             | Telescopio riflettore   | |
|          | 1948 - 1976               | Telescopio Hale                                           | Osservatorio di Monte Palomar                                        | Stati Uniti               | 5,08 m         | Telescopio riflettore   | In questo osservatorio Edwin Hubble compì le sue osservazioni per determinare la famosa legge di Hubble, nonché per completare la catalogazione dei diversi tipi di galassie.                                                  |
|          | 1917 - 1948               | Telescopio Hooker                                         | Osservatorio di Monte Wilson                                         | Stati Uniti               | 2,5 m          | Telescopio riflettore   | Edwin Hubble usò questo strumento per scoprire che le nebulose erano in realtà altre galassie esterne alla nostra. Scoprì con esso anche lo spostamento verso il rosso, indicante l'espansione dell'universo: legge di Hubble. |
|          | 1908 - 1917               | Telescopio Hale                                           | Osservatorio di Monte Wilson                                         | Stati Uniti               | 1,5 m          | Telescopio riflettore   | |
|          | 1900 - 1908               | Telescopio Yerkes                                         | Osservatorio Yerkes                                                  | Stati Uniti               | 1,02 m         | Telescopio rifrattore   | Attuale telescopio rifrattore più grande al mondo. |
|          | 1900 - 1900               | Telescopio dell'esposizione universale di Parigi del 1900 | Parigi                                                               | Francia                   | 1,25 m         | Telescopio rifrattore   | Telescopio riflettore più grande mai costruito. (Durato solo un anno) |
|          | 1897 - 1900               | Telescopio Yerkes                                         | Osservatorio Yerkes                                                  | Stati Uniti               | 1,02 m         | Telescopio rifrattore   | |